# Тамга

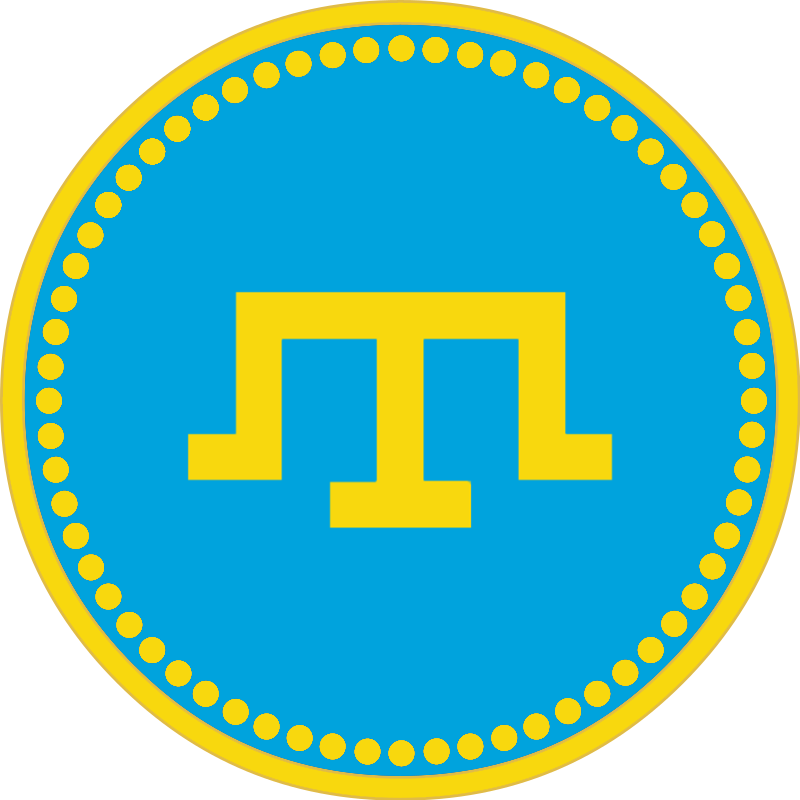
Тамга

Тамга (крим. tamga, тат. tamga, тур. damga) — родовий або особистий знак у кочових народів Євразійського степу, а також народів і культур Кавказу та Східної Європи, які знаходилися під їхнім впливом. Має різноманітні форми. Використовувалась для позначення родового чи приватного майна. Перші тамги були відомі скіфам, сарматам, гунам, аварам, мадярам, хозарам, половцям, татарам, монголам тощо.
Тамга — у часи раннього середньовіччя на давньоруських землях — митний збір за перепродаж товарів.
В російській мові це слово збереглось у термінах «таможня» і «таможенник».

## В геральдиці

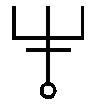
Тамга кушанського імператора
Шляхетський герб Радван
Тамга роду Ґіреїв